# Clitoria andrei
Clitoria andrei là một loài đậu thuộc họ Fabaceae. Loài này chỉ có ở Ecuador.Môi trường sống tự nhiên của chúng là rừng khô nhiệt đới hoặc cận nhiệt đới.